# Dorfkirche Dienstedt

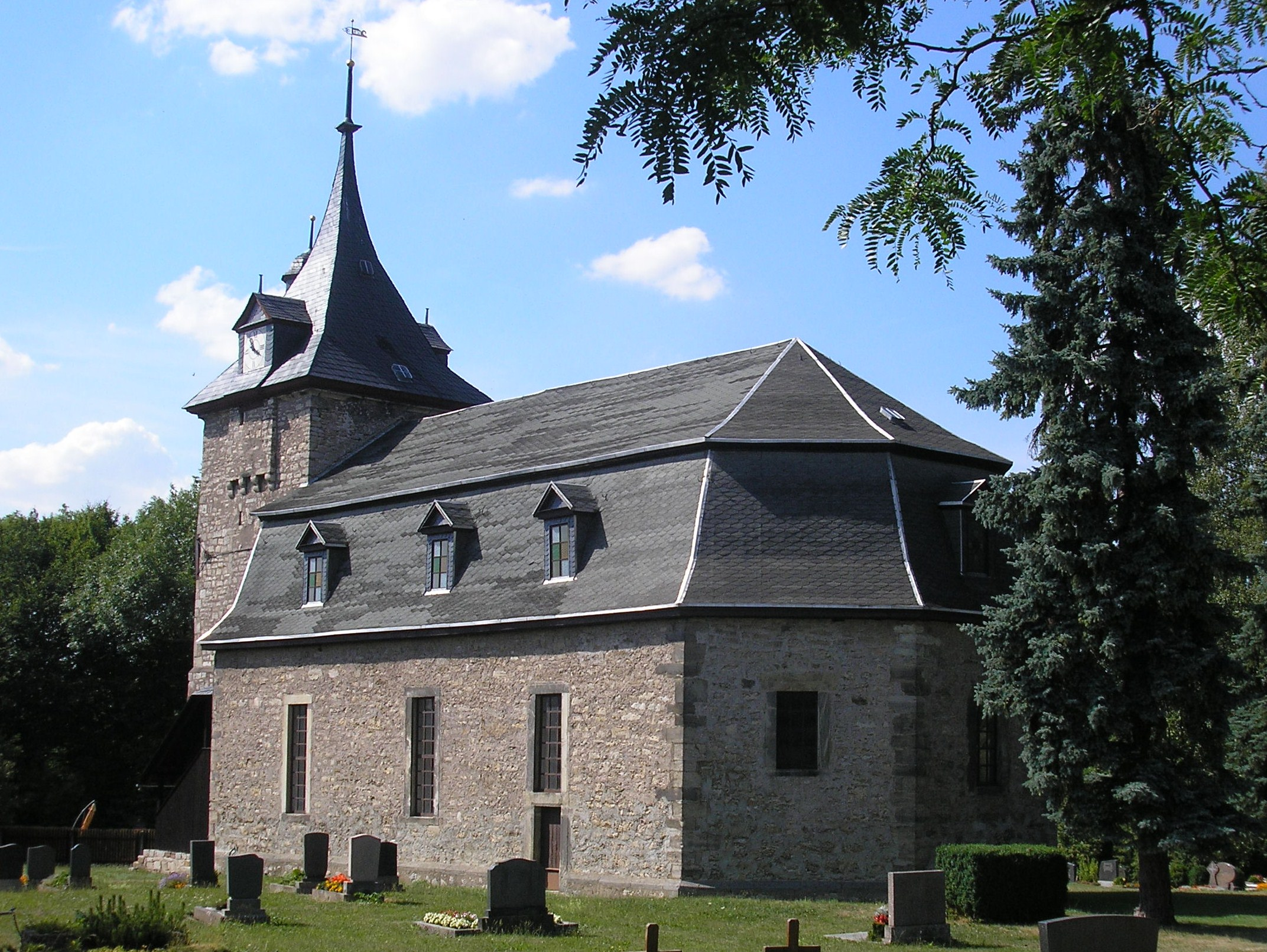
Die Kirche

Die Dorfkirche Dienstedt steht im südlichen Teil des Ortes Dienstedt, einem Ortsteil der Stadt Stadtilm, an einem nach Norden abfallenden Gelände im Gottesacker im Ilm-Kreis in Thüringen.

## Geschichte
Dienstedt ist der älteste Ort im Ilm-Kreis und wurde bereits 842 erstmals urkundlich erwähnt. Es ist davon auszugehen, dass alsbald eine Kirche oder eine Kapelle errichtet worden ist.
Heute ist das Gotteshaus für die Gemeinde Dienstedt-Hettstedt als zuständig angegeben. In den anderen Orten Kleinhettstedt und Großhettstedt befindet sich jeweils auch ein Gotteshaus mit dazugehörigem Friedhof. Diese Dörfer wurden am 1. Juni 1996 zu der Gemeinde Dienstedt-Hettstedt mit weiteren Orten (Oesteröda, Barchfeld und Breitenheerda) und kirchlich zur Betreuung vereint.

## Zur Kirche selbst
Der Kirchturm besitzt ein Spitzdach mit der Turmuhr, der Turmkugel und der Wetterfahne. Am Kirchenschiff befinden sich an den Seitenwänden je drei Viereckfenster und an der gewölbten Stirnseite zwei. Der Altar ist aus dem Jahr 1513. Die Kirche hat ein beschiefertes Walmdach mit gaubenähnlichen Dachfenstern.